# Hüsnü Başkurt
Hüsnü Başkurt (* 9. September 1990 in Izmir) ist ein türkischer Fußballspieler.

## Karriere
Başkurt kam 1990 in Izmir zur Welt und begann hier mit dem Vereinsfußball in der Jugend von Ayvalikadaspor. 2006 wechselte er in die Jugend von Manisaspor. 2008 erhielt er einen Profi-Vertrag, spielte aber weiterhin für die Reservemannschaft.
Für die Spielzeit 2010/11 wurde er an Altınordu Izmir verliehen. Mit dieser Mannschaft stieg er durch den Play-off-Sieg der TFF 3. Lig in die TFF 2. Lig.
Nachdem Manisaspor zum Sommer 2012 den Klassenerhalt in der Süper Lig verpasst hatte, wurde Başkurt im Kader behalten und nicht erneut ausgeliehen. Nach zwei Spielzeiten bei Manisaspor wechselte innerhalb der Liga zu Şanlıurfaspor. Für die Rückrunde der Saison 2014/15 wurde er an Manisaspor ausgeliehen.
In der Wintertransferperiode 2015/16 wechselte er zu Boluspor. Es blieb eine kurze Episode, der eine sehr lange folgte: Seit 2016 ist Başkurt bei Sarıyer SK unter Vertrag.

## Erfolge
Mit Altınordu Izmir
- Play-off-Sieger der TFF 3. Lig und Aufstieg in die TFF 2. Lig: 2010/11